# Cyrtonyx montezumae
Cyrtonyx montezumae là một loài chim trong họ Odontophoridae.

## Hình ảnh

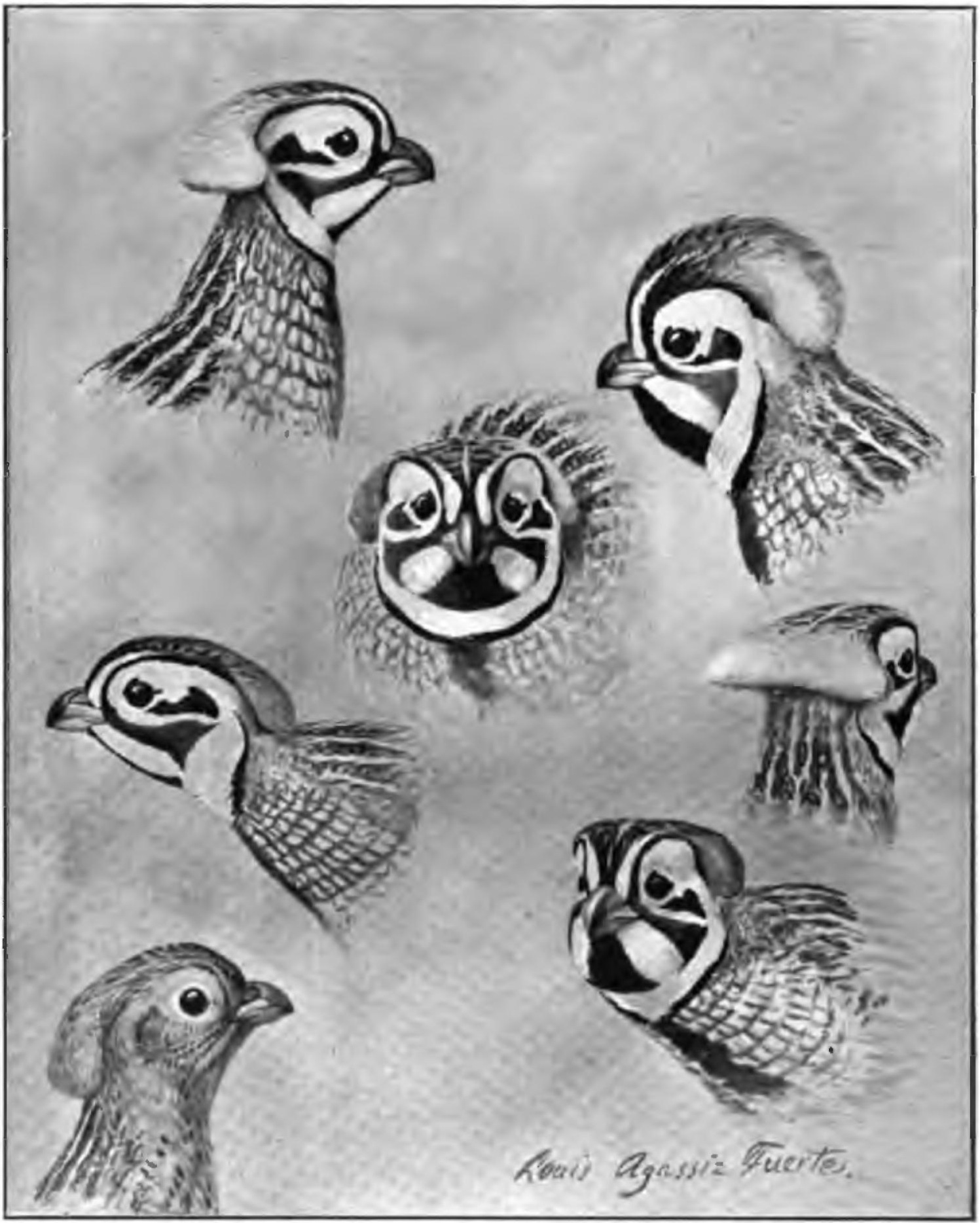
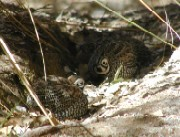
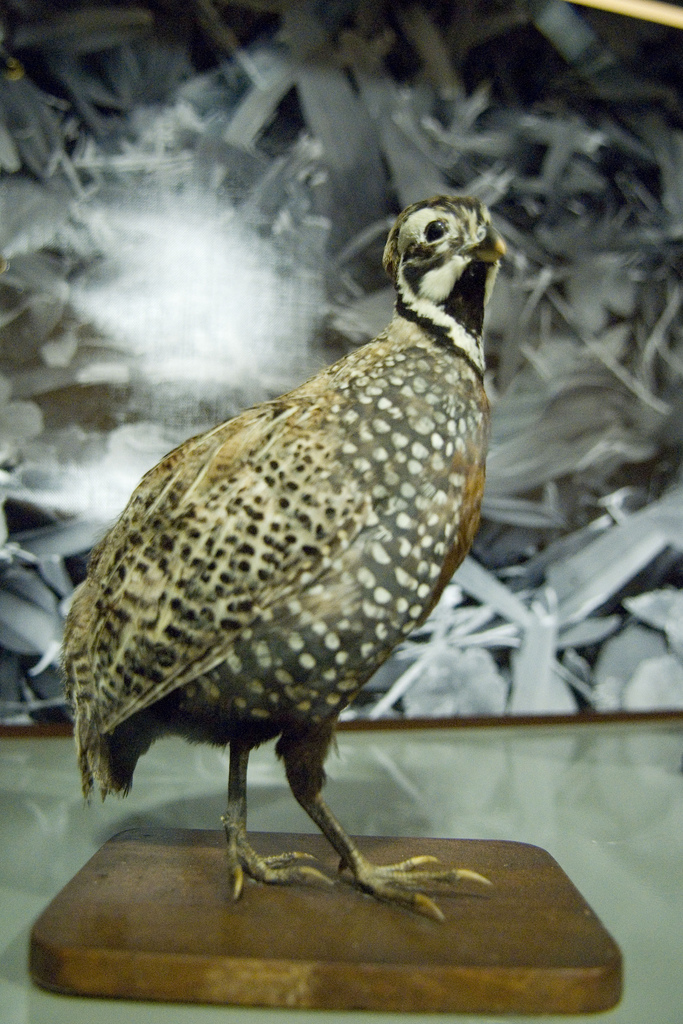
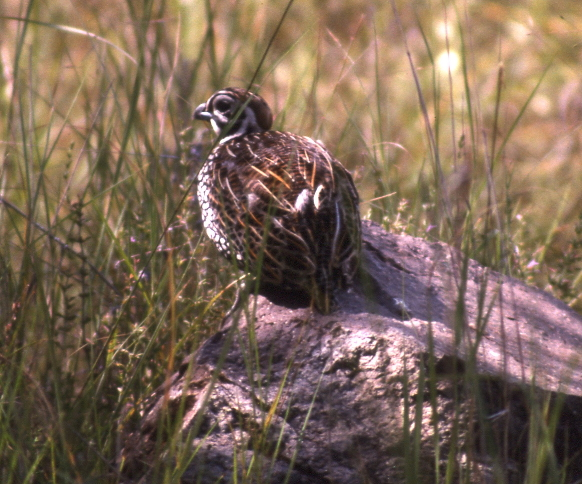